# Roager Kirke
Roager Kirke ligger i den sydlige del af landsbyen Roager, ca. 10 km S for Ribe (Region Syddanmark).
Roager Kirke har et af Danmarks ældste glasmosaikvinduer.

## Eksterne kilder og henvisninger
- Wikimedia Commons har flere filer relateret til Roager Kirke
- Roager Kirke på KortTilKirken.dk
- Roager Kirke i bogværket Danmarks Kirker (udg. af Nationalmuseet)